# 国内専用車
国内専用車（こくないせんようしゃ）または国内専用モデル（こくないせんようモデル）とは、自動車メーカーが「国内専用車」として国内市場向けに生産している自動車のことであり、文字通り、生産国以外への新車での輸出および販売を想定していない車種である。このような車種は乗用車だけでなく特殊車両の重機などにも存在する。
なお、JDMなどに見られる英語の「ドメスティックカー （Domestic Car）」の対訳は「国産車・自国製の車」であり、「専用の」という意味はない。

## 乗用車

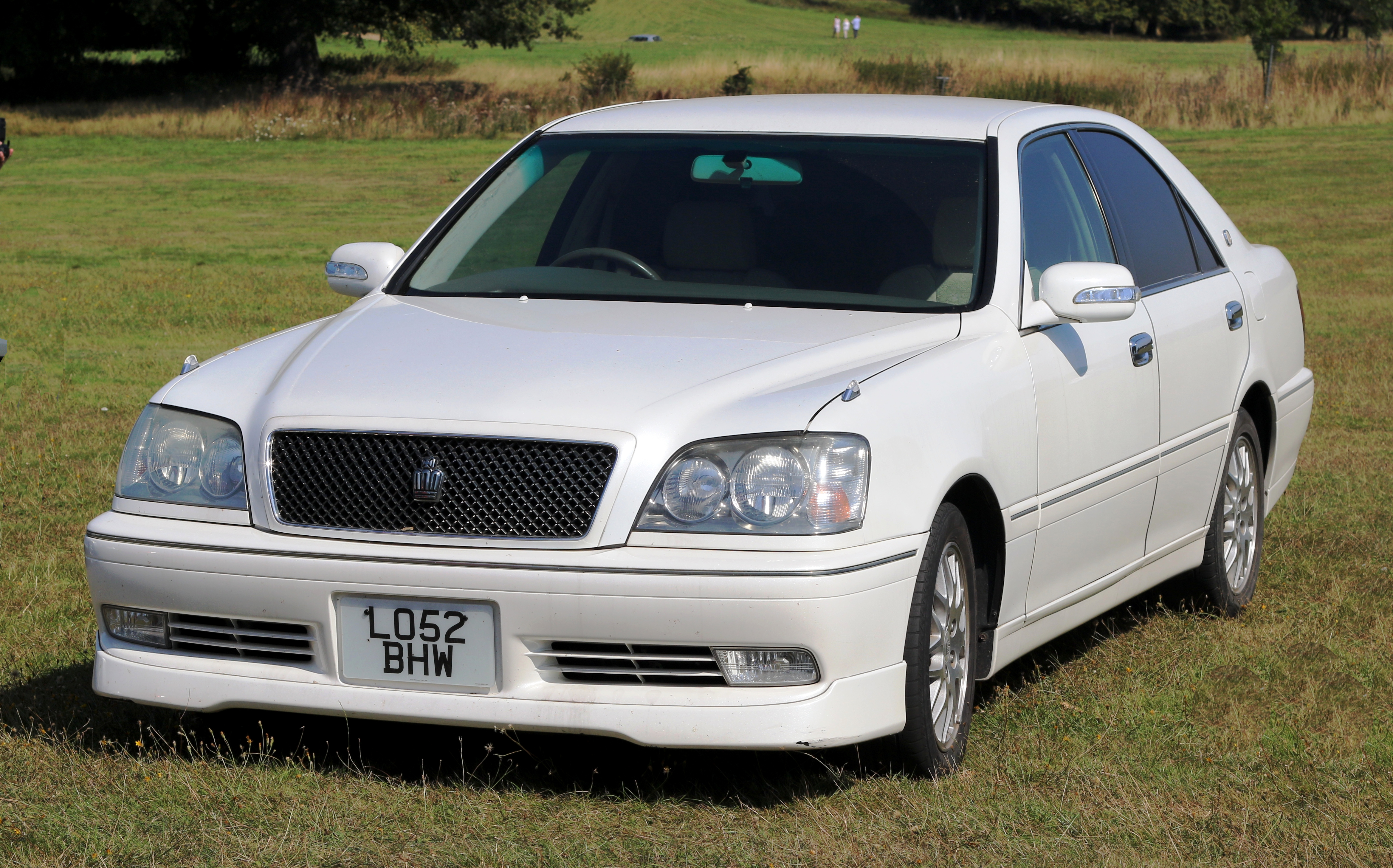
イギリスで並行輸出・国内専用車（トヨタ・クラウン）
日本国内専用車はイギリスと同じく右ハンドル

世界市場を対象に輸出されている車種を意味する「世界戦略車・グローバルモデル」という言葉と対置される。
日本国内専用車であれば、日本国内で生産され、日本国内でのみ新車として販売されるものを意味する。日本国外へ輸出していない純粋な日本国内専用車は2006年（平成18年）時点で、トヨタ自動車で乗用車51車種中17車種、日産自動車で乗用車26車種中5車種ほどである。日本独自の軽自動車は日本の法律によって車体寸法とエンジンの排気量が決められており、そのほとんどが日本国内のみでの販売を前提にした国内専用車種だが、660 ccエンジンのままパキスタンで生産・販売されているHA36アルトのような例もある。
自動車需要が旺盛な開発途上国や新興国向けとして、日本国内専用車も「中古並行」というかたちで日本各地の港湾からドバイのジュベル・アリ・フリーゾーンにある「ドバイオートゾーン」（DAZ）へ一旦輸出されている。DAZの周辺に多数存在する左ハンドルへの改造業者の手を経て、日本からの中古車の直接輸入ができない国々へと。
また、ソ連崩壊後の1990年代から日本に寄港したロシアの船員が「手土産」の形で四輪駆動車を中心に日本国内の中古車を極東ロシアに持ち帰る例が急増、その後、法整備と共にビジネス化され、車種・タイプを問わず、2023年（令和5年）の禁輸措置まで比較的経年の浅い車両が年間数十万台規模で大量に輸出されてきた 。
このほか、数は少ないが目立つ動きとしては、アメリカの「25年ルール」で旧車となった日本国内向けのスポーツモデルや軽トラックが北米に渡っている事例がある   。

## 特殊車両
国内専用車は乗用車だけでなく特殊車両の重機などにも存在し、グローバルマシンと国内専用機に分けられる。小松製作所の重機ではWA150-6がグローバルマシン、WA100-6が国内専用機として開発された。